# Sičica
Sičica je nenaseljeni otočić uz zapadnu obalu otoka Molata. Od obale Molata je udaljen oko 350 metara.
Površina otoka je 631 m2, a visina manja od 1 metra.